# Phyllagathis gracilis
Phyllagathis gracilis är en tvåhjärtbladig växtart som först beskrevs av Hand.-mazz., och fick sitt nu gällande namn av Chieh Chen. Phyllagathis gracilis ingår i släktet Phyllagathis och familjen Melastomataceae. Inga underarter finns listade i Catalogue of Life.